# Yuki Tazawa
Yuki Tazawa (田澤 勇気 Tazawa Yuki?, nacido el 16 de julio de 1979 en Shizuoka) es un exfutbolista japonés. Jugaba de delantero y su último club fue el FC Gifu de Japón.

## Trayectoria

### Clubes
| Club              | País  | Año  |
| ----------------- | ----- | ---- |
| Consadole Sapporo | Japón | 2002 |
| Jatco             | Japón | 2003 |
| FC Eastern        | Japón | 2004 |
| TDK               | Japón | 2005 |
| FC Gifu           | Japón | 2006 |